# Miss Sarajevo
Miss Sarajevo ist ein Lied des Musikprojektes Passengers (einem Zusammenschluss des britischen Musikers Brian Eno und der irischen Rockband U2) aus dem Jahr 1995, in Zusammenarbeit mit dem italienischen Opernsänger Luciano Pavarotti.

## Entstehung und Veröffentlichung
Getextet, komponiert und produziert wurde das Lied gemeinsam von Brian Eno und den U2-Mitgliedern Adam Clayton, David Evans (The Edge), Paul Hewson (Bono) und Larry Mullen.
Die Erstveröffentlichung von Miss Sarajevo erfolgte am 6. November 1995 bei Island Records, als Teil des Soundtrackalbums Original Soundtracks 1 (Katalognummer: 73145 24166 2). Eine Woche später, dem 13. November 1995, erschien das Lied als einzige Singleauskopplung aus dem Album. Diese erschien als CD-Maxi-Single mit einem Remix zu Bottoms, einem Instrumental zu Viva Davidoff sowie eine Liveversion zu U2s One als B-Seiten. Letzterer stammt vom The War Child Concert Modena, welches am 12. September 1995 erfolgte. Kurze Zeit später erschien auch eine 2-Track-CD-Single, die lediglich die Liveversion zu One als B-Seite beinhaltete.

## Inhalt
Das Lied erzählt die Geschichte einer Misswahl im Jahr 1993, während der Belagerung von Sarajevo im Bosnienkrieg. Die im Musikvideo gezeigte Siegerin Inela Nogić und ihre Kolleginnen zeigten ein großes Transparent mit der Aufschrift „Don’t let them kill us“ und appellierten damit über die Miss-Wahl an die Verteidiger der Stadt und an die Weltgemeinschaft, die in Sarajevo eingeschlossenen Menschen nicht im Stich zu lassen.
Im Lied wird wiederholt die Frage gestellt, ob es eine Zeit gebe für alltägliche Aktivitäten und kulturelle Traditionen wie z. B. Einkaufsbummel, Schminken, Popmusik hören, in Richtung Mekka beten, Weihnachtsvorbereitungen treffen und andere „normale“, friedliche Tätigkeiten mitten im Krieg. Diese Kette gipfelt in der Frage „Is there a time to be a beauty queen?“ Statt einer Antwort folgt die ritualisierte Vorstellung der Schönheitskönigin: „Here she comes“, jedoch angesichts des Kriegshintergrunds gebrochen in dem Zusatz „…surreal in her crown“.

## Kommerzieller Erfolg

### Chartplatzierungen
Miss Sarajevo avancierte zum Top-10-Hit in Belgien-Wallonien (Rang 3), Irland (Rang 4), Belgien-Flandern, Finnland und den Niederlanden (je Rang 5), dem Vereinigten Königreich (Rang 6), Australien (Rang 7), Frankreich (Rang 8) sowie Norwegen und der Schweiz (je Rang 10).
| ChartsChartplatzierungen     | Höchstplatzierung | Wochen |
| ---------------------------- | ----------------- | ------ |
| Deutschland (GfK)            | 11 (17 Wo.)       | 17     |
| Irland (IRMA)                | 4 (9 Wo.)         | 9      |
| Österreich (Ö3)              | 22 (10 Wo.)       | 10     |
| Schweiz (IFPI)               | 10 (13 Wo.)       | 13     |
| Vereinigtes Königreich (OCC) | 6 (15 Wo.)        | 15     |

| ChartsJahrescharts (1996) | Platzierung |
| ------------------------- | ----------- |
| Deutschland (GfK)         | 91          |

### Auszeichnungen für Musikverkäufe
| Land/Region                  | Auszeichnungen für Musikverkäufe (Land/Region, Auszeichnung, Verkäufe) | Verkäufe |
| ---------------------------- | ---------------------------------------------------------------------- | -------- |
| Belgien (BRMA)               | Gold                                                                   | 25.000   |
| Vereinigtes Königreich (BPI) | Silber                                                                 | 200.000  |
| Insgesamt                    | 1× Silber · 1× Gold ·                                                  | 225.000  |

Hauptartikel: U2 (Band)/Auszeichnungen für Musikverkäufe